# Susana Vallejo
Pour les articles homonymes, voir Vallejo.
Susana Vallejo Chavarino, née en mai 1968 à Madrid, est écrivaine espagnole de fantasy et de science-fiction.

## Biographie
Née en mai 68 à Madrid, Susana Vallejo Chavarino grandit dans les quartiers de Las Águilas  et de Carabanchel. Elle entre à la célèbre Université Complutense de Madrid pour étudier les relations publiques.
À l'âge de 26 ans, elle déménage à Barcelone.
En 2008, elle publie son premier roman à succès, La orden de Santa Ceclina, un livre de fantasy où elle aborde le thème de Dieu et la pensée philosophique depuis Thomas d'Aquin à Unamuno, en passant par Nietzsche ou Kant.
Elle reconnaît une influence du Nom de la rose, d'Umberto Eco, plus spécifiquement dans le personnage de Bernardo.